# Mangifera dewildei
Mangifera dewildei là một loài thực vật thuộc họ Anacardiaceae. Đây là loài đặc hữu của Indonesia.